# Jonathan Farinha
Jonathan Farinha (ur. 16 maja 1996) – trynidadzko-tobagijski lekkoatleta specjalizujący się w biegach sprinterskich.
W 2013 zajął 5. miejsce w biegu na 200 metrów podczas mistrzostw świata juniorów młodszych w Doniecku. Zdobywca dwóch złotych, srebrnego i brązowego medalu mistrzostw Ameryki Środkowej i Karaibów juniorów (2014). Trzy tygodnie później startował na mistrzostwach świata juniorów w Eugene, podczas których zajął 8. miejsce zarówno na 100, jak i na 200 metrów oraz był szósty w sztafecie 4 × 100 metrów. Brązowy medalista mistrzostw panamerykańskich juniorów w Edmonton w biegu rozstawnym (2015). 
Medalista CARIFTA Games. 

## Osiągnięcia
| Rok  | Impreza                                           | Miejsce      | Konkurencja             | Lokata     | Wynik   |
| ---- | ------------------------------------------------- | ------------ | ----------------------- | ---------- | ------- |
| 2012 | Mistrzostwa Ameryki Środkowej i Karaibów juniorów | San Salvador | bieg na 200 metrów      | 4. miejsce | 21,16   |
| 2012 | Mistrzostwa świata juniorów                       | Barcelona    | sztafeta 4 × 100 metrów | eliminacje | 40,01   |
| 2013 | Mistrzostwa świata juniorów młodszych             | Donieck      | bieg na 200 metrów      | 5. miejsce | 21,00   |
| 2014 | Mistrzostwa Ameryki Środkowej i Karaibów juniorów | Morelia      | bieg na 100 metrów      | 1. miejsce | 10,38   |
| 2014 | Mistrzostwa Ameryki Środkowej i Karaibów juniorów | Morelia      | bieg na 200 metrów      | 2. miejsce | 20,82   |
| 2014 | Mistrzostwa Ameryki Środkowej i Karaibów juniorów | Morelia      | sztafeta 4 × 100 metrów | 1. miejsce | 40,06   |
| 2014 | Mistrzostwa Ameryki Środkowej i Karaibów juniorów | Morelia      | sztafeta 4 × 400 metrów | 3. miejsce | 3:13,73 |
| 2014 | Mistrzostwa świata juniorów                       | Eugene       | bieg na 100 metrów      | 8. miejsce | 10,47   |
| 2014 | Mistrzostwa świata juniorów                       | Eugene       | bieg na 200 metrów      | 8. miejsce | 21,09w  |
| 2014 | Mistrzostwa świata juniorów                       | Eugene       | sztafeta 4 × 100 metrów | 6. miejsce | 39,92   |
| 2015 | Mistrzostwa panamerykańskie juniorów              | Edmonton     | sztafeta 4 × 100 metrów | 3. miejsce | 40,50   |

## Rekordy życiowe
- Bieg na 100 metrów – 10,25 (2014) / 10,18w (2014)
- Bieg na 200 metrów – 20,68 (2014)